# Zo'é
Pour les articles homonymes, voir Zoé.
Les Zo'ė (ou Poturu ou Poturuja ou Buré) sont les membres d'une tribu indigène qui vivent sur les bords des rivières Erepecuru et Cuminapanema (en), deux affluents de l'Amazone, au nord du Brésil dans l'État du Pará. Leur aire territoriale (2 059 000 hectares) est provisoirement interdite d'accès. Sa population était de 256 individus en 2010. La population a augmenté jusqu'à 315 habitants en 2019. Ils parlent la langue Zo'é. La majorité de ces individus ne parle qu'une seule langue à l'exception de certains jeunes qui ont appris des mots en portugais en ayant entendu des fonctionnaires de la Fondation nationale de l'Indien (FUNAI) parler à la radio.

## Description
Ce n'est qu'au début des années 1970 qu'ils ont été découverts. Les travaux de reconnaissance préalables à la construction (abandonnée depuis) de la route BR 210 nord-amazonienne ont permis alors de repérer quatre ou cinq villages d'Indiens inconnus. Dans les années 1980, la mission évangélique américaine Brasil New Tribes de Santarém organise un contact permanent, provoquant de désastreuses épidémies chez les indigènes jusqu'à ce que la Fondation nationale de l'indien intervienne et interdise le territoire.
Les hommes et les femmes portent un labret en bois qui leur perce la lèvre inférieure, le poturu, du nom de l'arbre dont il est issu. La cérémonie de perçage de la lèvre inférieure a lieu vers sept ans pour les filles, et neuf ans pour les garçons. De diamètre et de longueur variables, ce cylindre, qui pend comme une étonnante barbichette, leur déforme la mâchoire, durcissant la ligne du menton. Ils y gagnent un air de guerrier farouche qu'accentue, pour certains, le port d'une poignée de flèches et de sagaies. Ils ne manifestent pourtant aucune agressivité. Les femmes s'enduisent le corps d'une teinture rouge extraite du roucou, dont la sève sert aussi bien pour la toilette, les rituels de beauté ou ses qualités antiseptiques.
Les mariages Zo'ė sont complexes et encore mal compris. On ignore combien d'épouses ou maris ils sont autorisés à avoir, mais habituellement, une femme a plusieurs maris.
Ils vivent nus ou presque dans des huttes dites tapiris faites de branchages. Ils allument des feux pour défricher la forêt et fertiliser le sol et pratiquent ainsi sur brûlis la culture du manioc.
Leur langue s'apparente au wayâpi et fait partie des langues tupi-guarani, mais ne comprendrait que 150 locuteurs. Le nom de Zo'ė signifie Nous par opposition à étranger ou ennemi.
Ces populations indiennes isolées sont menacées d'extinction. Au début du XXe siècle, on recensait 270 tribus, 90 ont disparu à ce jour.

### Filmographie
- Nicolas Hulot, « Les derniers hommes libres », 2003 (consulté le 7 novembre 2020) Les derniers hommes libres USHUAÏA NATURE
- La memòria de la matèria, film pour la TV d'Albert Abril (journaliste catalan)